# Neuchâtel
|  | Per a altres significats, vegeu «Neuchâtel (desambiguació)». |

Neuchâtel (alemany: Neuenburg) és un municipi de Suïssa, capital del cantó de Neuchâtel i del districte de Neuchâtel. Amb una superfície de 18,05 km² és a 430 metres sobre el nivell del mar. El 2006 tenia 32.148 habitants. L'idioma oficial és el francès. Neuchâtel va ser una de les ciutats organitzadores de l'Exposició Nacional Suïssa de 2002 (Expo.02).

## Persones il·lustres
- Isabelle de Charrière (1740-1805), escriptora.
- Philippe Suchard (1797 - 1884), mestre xocolater i empresari suís.
- Jean Piaget (1896-1980), pedagog.
- Rolin Wavre (1896-1949), matemàtic.
- Gustave Juvet (1896-1936), matemàtic.
- Daniel Bovet (1907-1992) farmacòleg, Premi Nobel de Medicina o Fisiologia de l'any 1957.
- Friedrich Dürrenmatt, (1921-1990), dramaturg, escriptor i pintor que va viure a Neuchâtel del 1952 fins a la seva mort, en 1990.
- Aurèle Nicolet n.(1926) músic flautista.
- Agota Kristof (1935-), escriptora.

## Ciutats agermanades
- Besançon, França.
- Aarau, Suïssa.
- Sansepolcro, Itàlia.